# Geneviève Gauckler
Pour les articles homonymes, voir Gauckler.
Geneviève Gauckler est une graphiste, née en France en 1967.

## Biographie
Diplômée de l'Ensad en 1991, Geneviève Gauckler s'illustre dans de nombreux domaines : publicité, web design, graphisme, illustration, vidéo... Elle commence sa carrière de graphiste au sein d'Air Studio/Éditions Gilou sous la direction de Christian Gaudin en 1988, puis aux Humanoïdes Associés rachetés par Alpen Publishers, maison d'édition suisse crée Fabrice Giger et les Éditions Gilou. Elle assure ensuite la direction artistique et le graphisme des premiers ouvrages des Éditions La Sirène, créés par Jean Baptiste Gilou, Christian Gaudin et José-Louis Bocquet, avant de se tourner vers l'édition musicale avec Crammed discs puis avec Éric Morand, fondateur du label F Communications : elle réalise ainsi les visuels des pochettes de disques de Laurent Garnier, St Germain,.
Elle rejoint ensuite le studio d'Olivier Kuntzel et Florence Deygas avec lesquels elle conçoit des clips vidéo pour les musiciens Dimitri from Paris, Pierre Henry, Sparks, ou des publicités, notamment pour le compte de l'entreprise Yves Saint Laurent.
En 1999, elle rejoint la start-up Boo.com à Londres et réalise le graphisme de ce magasin en ligne. La fermeture rapide de cette entreprise la conduit à travailler brièvement pour l'agence de design Me Company sur quelques projets web.
Revenue en France, elle poursuit une carrière solo. Ses mandalas, ses collages photographiques ou ses bonshommes noirs énigmatiques s'affichent dans de nombreux magazines ou dans des publicités, pour le lancement de la Renault Modus ou la marque de cosmétiques Bourjois. En 2004, elle réalise le générique du documentaire de Loïc Prigent intitulé Signé Chanel. Parallèlement, avec le concours d'autres créatifs, elle fonde dès 2003 le collectif Pleix, collectif de graphistes, musiciens, infographistes etc. Elle réalise de nombreuses vidéos expérimentales et des clips vidéo aussi originaux que critiques, interrogeant la cybernétique, la société de consommation, la chirurgie esthétique ou encore la sexualité.
En 2004, l'exposition Yeah/Ouch (organisée par le concept store parisien Colette et la marque japonaise Comme des Garçons) donne lieu à une présentation de ses travaux à Paris et à Tokyo.
En 2006, son exposition Around the World, à Auckland, impressionne par la richesse des compositions photo-graphiques réalisées à cette occasion.
Depuis elle enchaîne expositions à Paris, Londres, Fukuoka, Tokyo. Depuis juillet 2009, elle est la créatrice de la communication visuelle de la Butsu Zen Zone à chaque Japan Expo.

## Publications
- L'arbre génialogique. Éditions de l'An 2, 2003.  (ISBN 2-84856-011-8)
- Geneviève Gauckler. Pyramyd, collection Design & Designers, 2003.  (ISBN 978-2910565497)
- Geneviève Gauckler (2e édition). Pyramyd, collection Design & Designers, 2004.  (ISBN 978-2910565879)
- Geneviève Gauckler : Gas Book #15. Design Exchange, 2004.  (ISBN 978-4860835682)

### Sources bibliographiques
- Marie Lechner, « Les carambolages quotidiens de Geneviève », Libération,‎ 20 février 2004 (lire en ligne).
- Annick Rivoire, « Art-Rock numérique », Libération,‎ 5 mai 2004 (lire en ligne).
- (en) Art Directors Club (New York, N.Y.), Art Directors Annual 88, RotoVision, 2009 (lire en ligne), « Geneviève Gauckler, Jury Chair », p. 39.
- V. Ch., « Le croco croqué », Le Monde,‎ 27 janvier 2012 (lire en ligne).
- Dominique Poiret, « French graphisme aux Arts déco », Libération,‎ 7 novembre 2012 (lire en ligne).
- Margo Rouard-Snowman, Béatrice Didier (dir.), Antoinette Fouque (dir.) et Mireille Calle-Gruber (dir.), Le dictionnaire universel des créatrices, Éditions des femmes, 2013, « Gauckler, Geneviève [France 1967] », p. 1705.

### Sources sur le web
- « Geneviève Gauckler », sur artotheque-lasecu.org.